# NGC 1333
NGC 1333 é uma nebulosa na direção da constelação de Perseus. O objeto foi descoberto pelo astrônomo Eduard Schönfeld em 1855, usando um telescópio refrator com abertura de 3 polegadas. 